# فطر خفي
فطر خفي أو فطر مختف (الاسم العلمي: Aphanomyces)، جنس من الطلائعيات البيضية. اعتبارًا من عام 2003 كان هناك قرابة 45 نوعًا موصوفًا. تُعرف العديد من الطلائعيات البيضية بأنها من مسببات الأمراض المهمة اقتصاديًا لأنواع النباتات والحيوانات، بما في ذلك الأسماك والقشريات ونباتات المحاصيل الزراعية. تعتبر الطلائع البيضية الفطر الخفي "أحد أهم العوامل التي تحد من المحصول في إنتاج البقوليات والشمندر السكري.